# Mezquita Bab ul Islam
La Mezquita Bab Ul Islam (en árabe: مسجد باب الإسلام‎, también llamada como Mezquita de Tacna) es el elemento más visible de la presencia musulmana en Tacna. Se ubica en la entrada sur de la ciudad, a cinco minutos del centro. Fue edificada por ciudadanos musulmanes, provenientes sobre todo de Pakistán. 
Es la única construcción islámica en el Perú desde el punto de vista arquitectónico tradicional, ya que también hay otras edificaciones o lugares públicos para la práctica del islam en Lima.

## Historia
La mezquita fue construida por un grupo de comerciantes pakistaníes. Ellos llegaron en la década de 1990 y se dedicaron a la importación desde Asia de autos usados. 
La mezquita, lugar de culto para los seguidores del islam, se levantó en el 2000. Se encargaron de su edificación, que comenzó en el año 2000 y concluyó en 2008. Su fundador fue Sher Afzal Khan Barikoti quien también construyó la escuela Shah Wali-Ullah. 
En 1995, llegaron 95 pakistaníes a Tacna, aumentando a medio millar para finales del siglo XX. La liberalización del mercado de automóviles usados, decretada por el Gobierno de Alberto Fujimori fue el motivo de la llegada de este grupo de personas, quienes se dedicaron a la importación de autos de Japón y Estados Unidos.
Aquellos musulmanes necesitaban una mezquita para reunirse y orar, además de alguien que se ocupara de sus alimentos particulares y les proveyera de la comida “halal”  es decir que sea permitida por el islam. 
La Mezquita fue construida por la Asociación Musulmana Pakistaní.

## Actualidad
Actualmente es uno de los iconos representativos de la ciudad con respecto al islam. Después de Lima, Tacna es la ciudad peruana con mayor población islámica.  Las casi cincuenta familias musulmanas que residen en Tacna se reúnen allí cinco veces al día para orar e impartir las enseñanzas de los libros del Corán.
Los días viernes a la 1:30 p. m. se realiza la oración más importante de la semana.
Hasam Iqbal es promotor del Colegio Internacional Paradise of Children, ubicado en una propiedad contigua a la mezquita. Funciona como un centro de idiomas, acreditado por la Universidad de Cambridge para rendir exámenes internacionales de inglés.